# 早野組
株式会社早野組（はやのぐみ）は山梨県甲府市にあるゼネコンである。

## 概要
1887年（明治2年）創業。戦前には1908年（明治41年）10月に誘致された歩兵第49連隊（甲府連隊）の兵営・練兵場建設工事、中央本線笹子トンネル新設工事、玉幡競馬場建設工事を請け負っている。現在の山梨県内でも最大手であり、過去の県内主要建築物の多くに携わっている。山梨県外にも東京都、長野県、静岡県、岐阜県に営業所を持ち、事業展開を行っている。関連会社の「ハヤノ通商」は2013年4月26日にメガソーラーを完成させた。

## 実績
詳細は公式サイト「早野組 実績」を参照。

## 関連子会社
- 早野リバブル
- ハヤノ通商
- ネッツトヨタ甲斐
- やさしい手甲府
- 甲府通運
- トヨタホーム山梨
- ロード (甲府市)
- ハートフルスタッフ